# Sei giorni di Amsterdam
La Sei giorni di Amsterdam (nl. Zesdaagse Amsterdam) era una competizione di ciclismo su pista maschile che si svolgeva con cadenza annuale ad Amsterdam, nei Paesi Bassi, nell'arco di sei giorni.
Nata nel 1932 come gara di sei giorni per professionisti, si svolse per quattro edizioni prima della seconda guerra mondiale e per altre quattro dal 1966 al 1969. Fu riproposta annualmente nel calendario internazionale dal 2001 al 2014 e, infine, nel 2016.

## Albo d'oro
Aggiornato all'edizione 2016.
| Anno      | Vincitori                            | Secondi                              | Terzi                              |
| --------- | ------------------------------------ | ------------------------------------ | ---------------------------------- |
| 1932      | Piet van Kempen & Jan Pijnenburg     | Viktor Rausch & Gottfried Hürtgen    | Adolphe Charlier & Roger Deneef    |
| 1933      | Jan Pinjenburg & Cor Wals            | Paul Broccardo & Marcel Guimbretière | Vicktor Rausch & Gottfried Hürtgen |
| 1934      | Paul Broccardo & Marcel Guimbretière | Jan Pinjenburg & Jan van Kempel      | Albert Buysse & Roger Deneef       |
| 1935      | Non disputata                        | Non disputata                        | Non disputata                      |
| 1936      | Frans Slaats & Adolphe Charlier      | Jan Pinjenburg & Jan van Kempel      | Albert Billiet & Roger Deneef      |
| 1937-1965 | Non disputata                        | Non disputata                        | Non disputata                      |
| 1966      | Peter Post & Fritz Pfenniger         | Paul Jensen & Freddy Eugen           | Jan Janssen & Patrick Sercu        |
| 1967      | Palle Lykke Jensen & Freddy Eugen    | Fritz Pfenniger & Joo de Roo         | Sigi Renz & Romain Deloof          |
| 1968      | Jan Janssen & Klaus Bugdahl          | Peter Post & Leo Duyndam             | Palle Lykke Jensen & Freddy Eugen  |
| 1969      | Peter Post & Romain Deloof           | Dieter Kemper & Klaus Bugdahl        | Gérard Koel & Piet de Wit          |
| 1970-2000 | Non disputata                        | Non disputata                        | Non disputata                      |
| 2001      | Matthew Gilmore & Scott McGrory      | Silvio Martinello & Marco Villa      | Robert Slippens & Danny Stam       |
| 2002      | Silvio Martinello & Marco Villa      | Robert Slippens & Danny Stam         | Matthew Gilmore & Scott McGrory    |
| 2003      | Robert Slippens & Danny Stam         | Bruno Risi & Kurt Betschart          | Matthew Gilmore & Scott McGrory    |
| 2004      | Robert Slippens & Danny Stam         | Bruno Risi & Kurt Betschart          | Matthew Gilmore & Scott McGrory    |
| 2005      | Bruno Risi & Kurt Betschart          | Robert Slippens & Danny Stam         | Matthew Gilmore & Iljo Keisse      |
| 2006      | Peter Schep & Danny Stam             | Isaac Gálvez & Joan Llaneras         | Franco Marvulli & Bruno Risi       |
| 2007      | Robert Bartko & Iljo Keisse          | Robert Slippens & Danny Stam         | Peter Schep & Erik Zabel           |
| 2008      | Robert Slippens & Danny Stam         | Robert Bartko & Iljo Keisse          | Leif Lampater & Erik Zabel         |
| 2009      | Robert Bartko & Roger Kluge          | Franco Marvulli & Bruno Risi         | Leif Lampater & Danny Stam         |
| 2010      | Robert Bartko & Roger Kluge          | Léon van Bon & Danny Stam            | Franco Marvulli & Niki Terpstra    |
| 2011      | Iljo Keisse & Niki Terpstra          | Peter Schep & Wim Stroetinga         | Yoeri Havik & Nick Stöpler         |
| 2012      | Pim Ligthart & Michael Mørkøv        | Iljo Keisse & Niki Terpstra          | Peter Schep & Wim Stroetinga       |
| 2013      | Kenny De Ketele & Gijs Van Hoecke    | Raymond Kreder & Leif Lampater       | Jens Mouris & Wim Stroetinga       |
| 2014      | Yoeri Havik & Niki Terpstra          | Jasper De Buyst & Pim Ligthart       | Leif Lampater & Nick Stöpler       |
| 2015      | Non disputata                        | Non disputata                        | Non disputata                      |
| 2016      | Kenny De Ketele & Moreno De Pauw     | Marcel Kalz & Leif Lampater          | Claudio Imhof & Tristan Marguet    |